# Vultureni (Bacău)
Vultureni è un comune della Romania di 2 093 abitanti, ubicato nel distretto di Bacău, nella regione storica della Moldavia.